# Альба (місто)
Альба (італ. Alba, п'єм. Alba) — муніципалітет в Італії, у регіоні П'ємонт, провінція Кунео.
Альба розташована на відстані близько 480 км на північний захід від Рима, 50 км на південний схід від Турина, 60 км на північний схід від Кунео.
Населення — 31 353 особи (2014).
Щорічний фестиваль відбувається 10 серпня. Покровитель — Святий Лаврентій.

## Демографія
Населення за роками:

Станом на 1 січня 2023 року в муніципалітеті офіційно проживало 3689 іноземців з 95 країн, серед них 1598 громадян країн Євросоюзу та 44 громадяни України.

## Сусідні муніципалітети
- Барбареско
- Беневелло
- Боргомале
- Кастільйоне-Фаллетто
- Корнеліано-д'Альба
- Діано-д'Альба
- Гринцане-Кавоур
- Гуарене
- Ла-Морра
- Монтічелло-д'Альба
- Пйобезі-д'Альба
- Родді
- Серралунга-д'Альба
- Треїзо
- Треццо-Тінелла

## Персоналії
Пертінакс (126 — 193) — римський імператор у 193 році. Перший імператор із вільновідпущенників.